# R85
R85(또는, Radcliffe Observatory Magellanic Clouds catalog(래드클리프 천문대 마젤란운 목록)에서 따온 RMC 85)는 대마젤란 은하의 LH-41 OB 성협에 위치한 밝은 청색 변광성 후보이다.

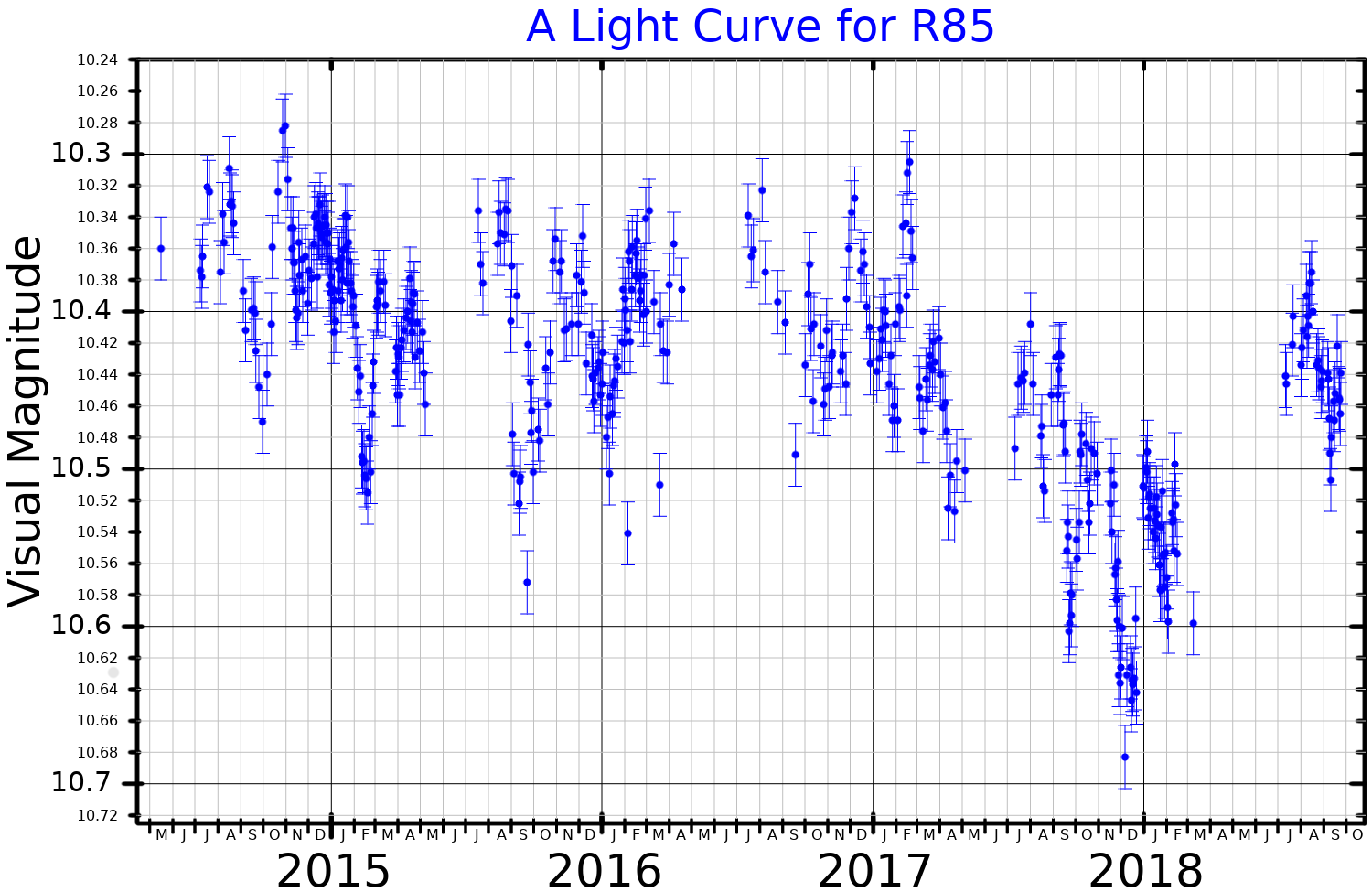
ASAS-AN 데이터에 기반한 R85의 가시광선 대역 광도 곡선

R85는 약 0.3등급의 진폭으로 밝기가 불규칙하게 변하는 것으로 나타났다. 여러 기간에 따른 변광을 보여 주며 때로는 뚜렷한 400일의 기간을 가지기도 한다. 또한 밝은 청색 변광성의 특성인 수 년에 걸친 밝기 변화와 관련된 온도 변화도 보였다.
R85의 현재 특성과 진화 모델에 따르면 아마도 초기 질량은 28 M☉으로 시작했을 것이다. 황새치자리 S와 함께 성운 LHA-120 N119에서 항성풍으로 DEM L132a라는 거품을 만드는 것으로 이론화되었다. 항성풍과 일치하는 적외선 과잉이 있다.